# Israëlische Academie van Wetenschappen

Embleem van de Academie der Wetenschappen

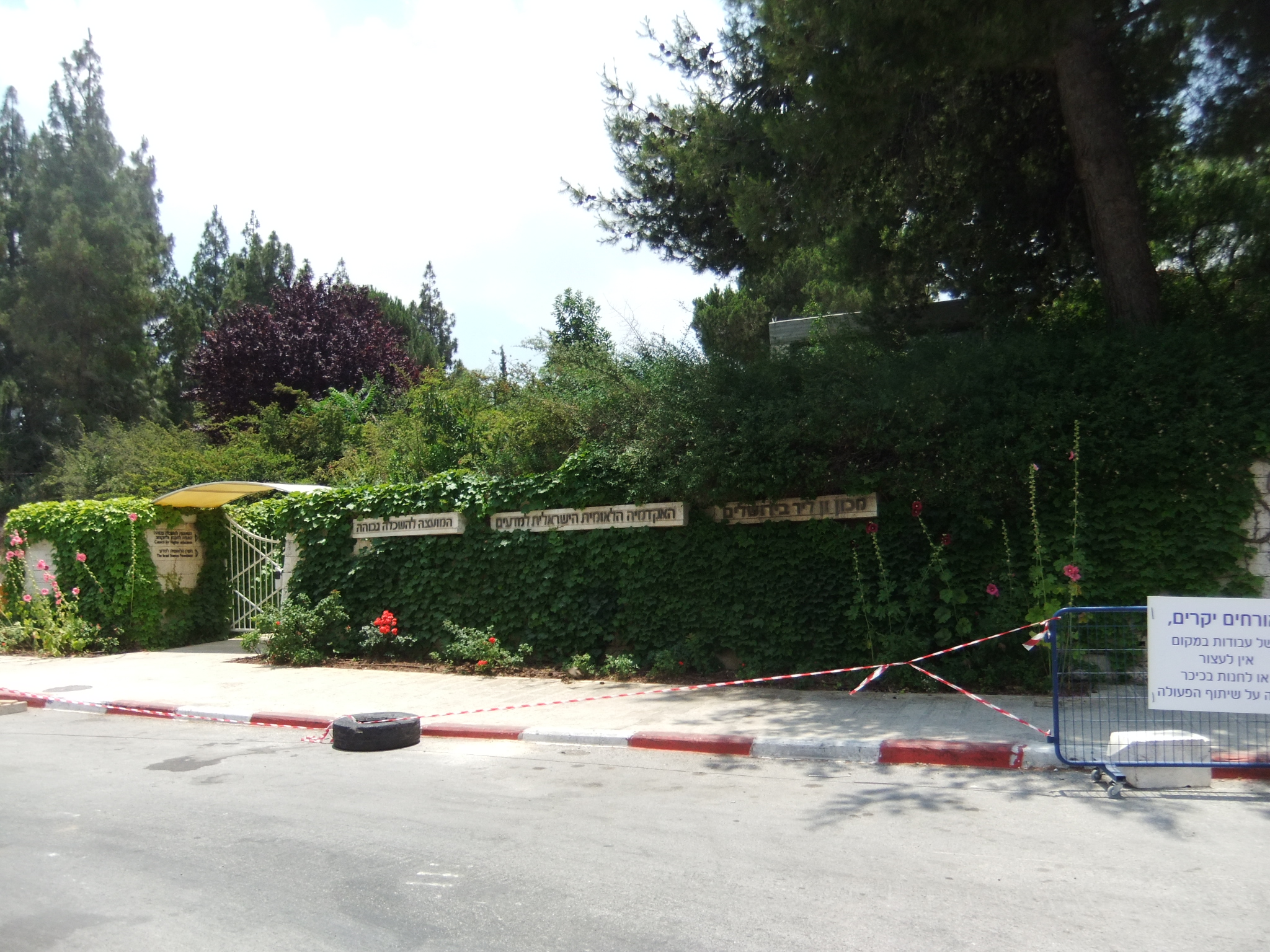
Academiehuis

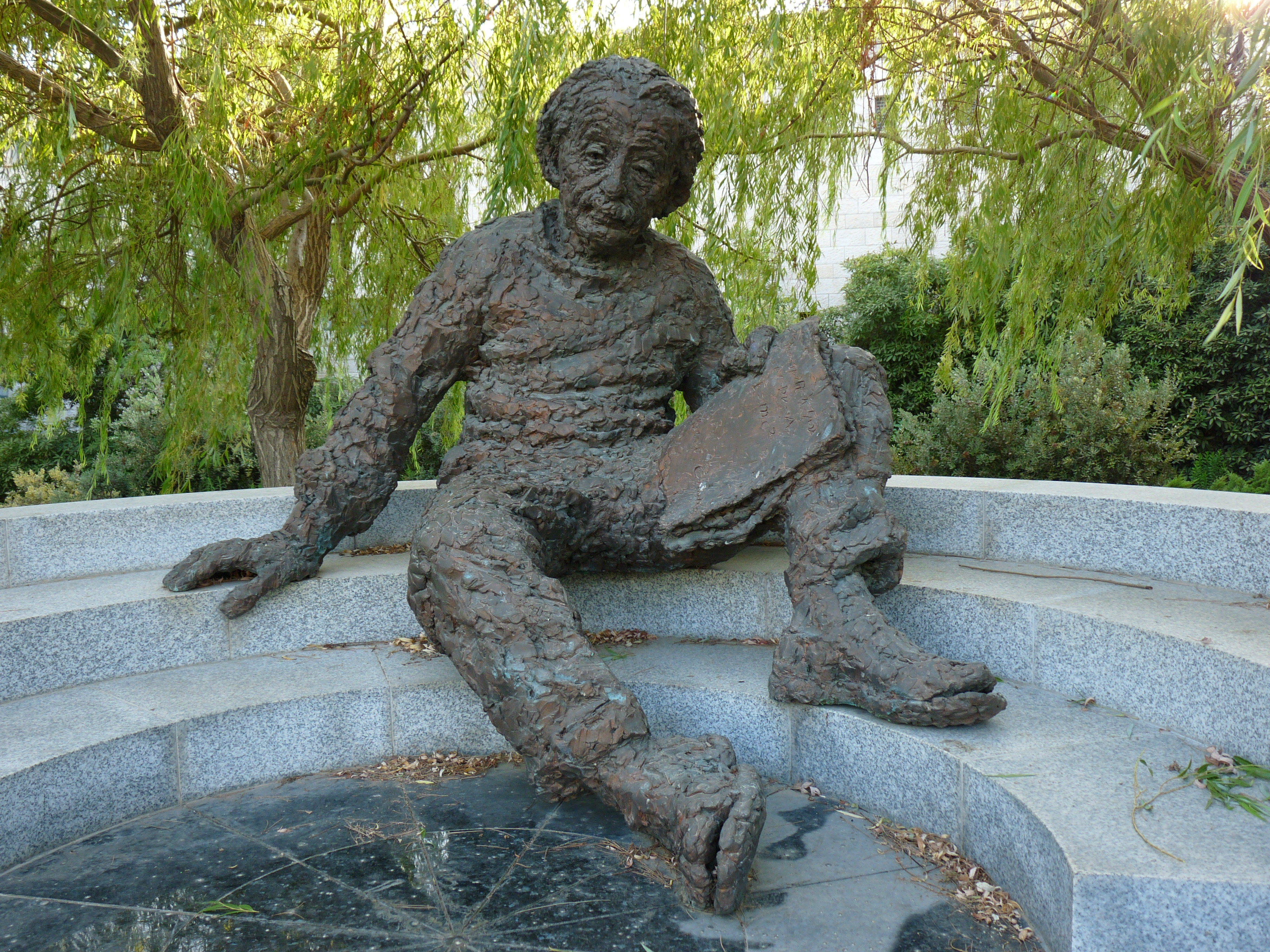
Standbeeld van Albert Einstein in de tuin van het academiehuis, ontworpen door Robert Berks

De Israëlische Academie der Wetenschappen, gevestigd in Jeruzalem, werd opgericht in 1961 door de staat Israël om het contact tussen wetenschappers uit de wetenschappen en geesteswetenschappen in Israël te bevorderen, om de regering te adviseren over onderzoeksprojecten van nationaal belang, en om topkwaliteit te bevorderen. De academie is samengesteld met 102 van de meest vooraanstaande geleerden van Israël.
Het Academiehuis bevindt zich naast de officiële residentie van de president van Israël en de Raad voor het Hoger Onderwijs in Israël, op het Albert Einsteinplein in Jeruzalem.
Op het gebied van de wetenschappen financiert de Academie projecten over geologie, flora en fauna van Israël en faciliteert zij de deelname van Israëlische wetenschappers aan onderzoek dat deel uitmaakt van internationale projecten, zoals hoge-energiefysica aan de CERN en synchrotronstraling aan de European Synchrotron Radiation Facility.
Op het gebied van de geesteswetenschappen financiert zij onderzoek naar de Tenach en Talmoed, de Joodse geschiedenis, Joodse filosofie, de Joodse kunst en de Hebreeuwse taal, alsmede Hebreeuwse proza en poëzie.
De Academie beheert het fonds van de Einsteinstudiebeurzen, dat streeft naar het bevorderen van de relaties tussen wetenschappers uit de hele wereld en de Israëlische academische gemeenschap, het Israel Science Fund, met een jaarlijks budget van 53 miljoen dollar, en een aantal middelen voor onderzoek op basis van subsidies van het Adler Fund for Space Research, de Wolf Foundation en het Fulks Fonds voor Medisch Onderzoek. De Academie beheert ook het Israëlisch Academisch Centrum in Caïro, waar Israëlische geleerden helpen met onderzoek naar Egypte en de Egyptische cultuur.
De Academie heeft de status van waarnemer bij de European Science Foundation en er lopen uitwisselingsprogramma's met de Britse Royal Society, de British Academy, de Zweedse Academie en de National Research Council van Singapore.

## Enkele huidige leden
- Robert Aumann, wiskundige, Prijs van de Zweedse Rijksbank voor economie 2005
- Aaron Ciechanover, biochemicus, Nobelprijs voor de Scheikunde 2004
- Avram Hershko, biochemicus, Nobelprijs voor de Scheikunde 2005
- Yosef Kaplan, Joodse studies en geschiedenis

## Enkele voormalige leden
- Ephraim Katzir, biofysica
- Benjamin Mazar, archeologie, Joodse studies
- Yuval Ne'eman, astrofysica, fysica
- Amir Pnueli, toegepaste wiskunde
- Michael O. Rabin, wiskunde
- Nathan Rosen, fysica
- Adi Shamir, toegepaste wiskunde
- Ada Yonath, moleculaire biologie, Nobelprijs voor de Scheikunde 2009